# Richly Gábor
Richly Gábor András (?, 1970 –) történész, hungarológus, kulturális szakdiplomata, 2021 óta a Magyar Művészeti Akadémia főtitkára.

## Tanulmányai
Egyetemi és posztgraduális tanulmányait Budapesten, Tamperében és Turkuban folytatta. Az Eötvös Loránd Tudományegyetem Bölcsészettudományi Karán szerzett történelem, magyar nyelv és irodalom, valamint finn szakos diplomát.

## Pályafutása
1999–2003 között a Helsinki Egyetem vendégoktatója volt. 2003 óta az ELTE Történeti Intézetének adjunktusa, ahol 2010–2012 között az interdiszciplináris hungarológia mesterszak kari koordinátoraként tevékenykedett. Emellett 2006-tól a budapesti Balassi Intézetnek volt munkatársa: előbb a Hungarológia Tagozat vezetője, majd 2010–2012 között az Intézet szakmai igazgatója, oktatási és tudományos főigazgató-helyettese. 2012–2021 között a helsinki Magyar Kulturális és Tudományos Központot vezette. A Magyar Művészeti Akadémia főtitkára.
PhD-fokozatát eszmetörténeti dolgozatával szerezte 2003-ban, 2022-ben habilitált. Kutatási területe a 19–20. századi eszmetörténet, kapcsolattörténet, valamint a közelmúlt magyar kulturális diplomáciája és a hungarológia nemzetközi trendjei. E témakörökben tíz kötet szerzője, társszerzője, illetve szerkesztője, több mint harminc tanulmányt és számos ismeretterjesztő cikket publikált a magyar mellett finnül, angolul és németül.
A Magyar Tudományos Akadémia köztestületi tagja. A Nemzetközi Magyarságtudományi Társaság és a Magyar–Finn Társaság tagja. A Magyar Művészet című periodika szerkesztőségi tagja. Delegált tagja a Nemzeti Kulturális Alap Bizottságának, az UNESCO Magyar Nemzeti Bizottságának, valamint a Nemzeti Gazdasági és Társadalmi Tanácsnak.

## Főbb publikációi, könyvei, cikkei, szerkesztései
- Finnország semlegességi törekvései az elmúlt száz évben, RUBICON 9: (9) pp. 88-93., 2022
- A helsinki Magyar Kulturális és Tudományos Központ története 1980-2020, 2021
- Unkarin kulttuuri- ja tiedekeskuksen historiikki 1980-2020, 2021
- Száz év a finn-magyar kulturális kapcsolatok történetéből, FINNUGOR VILÁG 25: (1) pp. 10-22., 2020
- Vuoden 1956 kasvoja ja kohtaloita – 1956-os arcok és sorsok (Csete Örssel), 2016
- Veli veljen puolesta, 2015
- Történelemkép és nemzeti identitás Finnországban 1917-1944, 2007
- Jászi Oszkár, In: Romsics I. (szerk.), Trianon és a magyar politikai gondolkodás 1920-1953: tanulmányok, pp. 134-155. (Ablonczy Balázzsal), 1998
- Magyar katonai segítségnyújtás az 1939-40-es finn-szovjet háborúban, SZÁZADOK 130: (2) pp. 403-444., 1996